# Лахер-Зе
Лахер-Зе (нем. Laacher See; устар. Лаахское озеро) — бессточное озеро вулканического происхождения на территории коммуны Глес в районе Арвайлер земли Рейнланд-Пфальц (Германия).

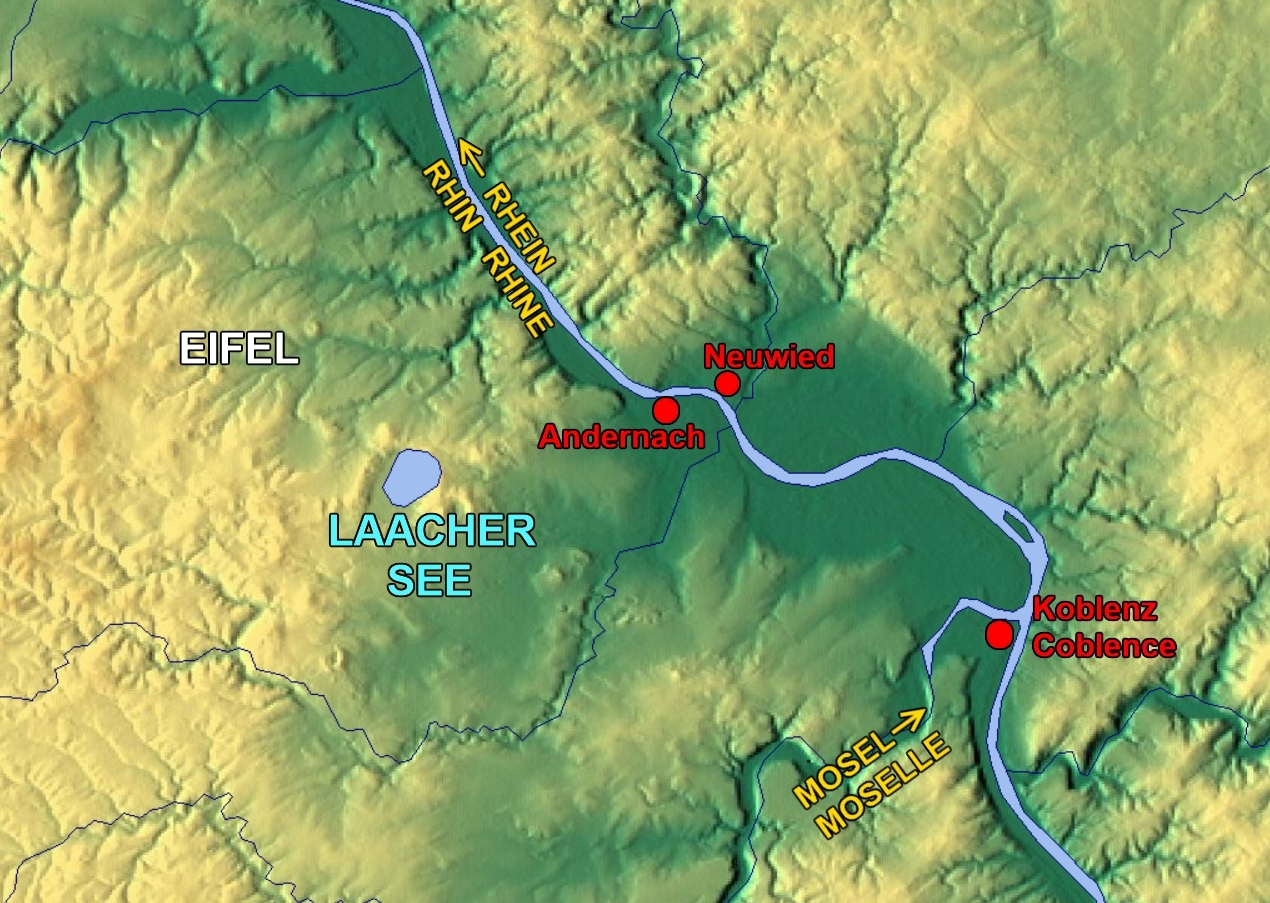
Топографическая карта окрестностей Лахер-Зе

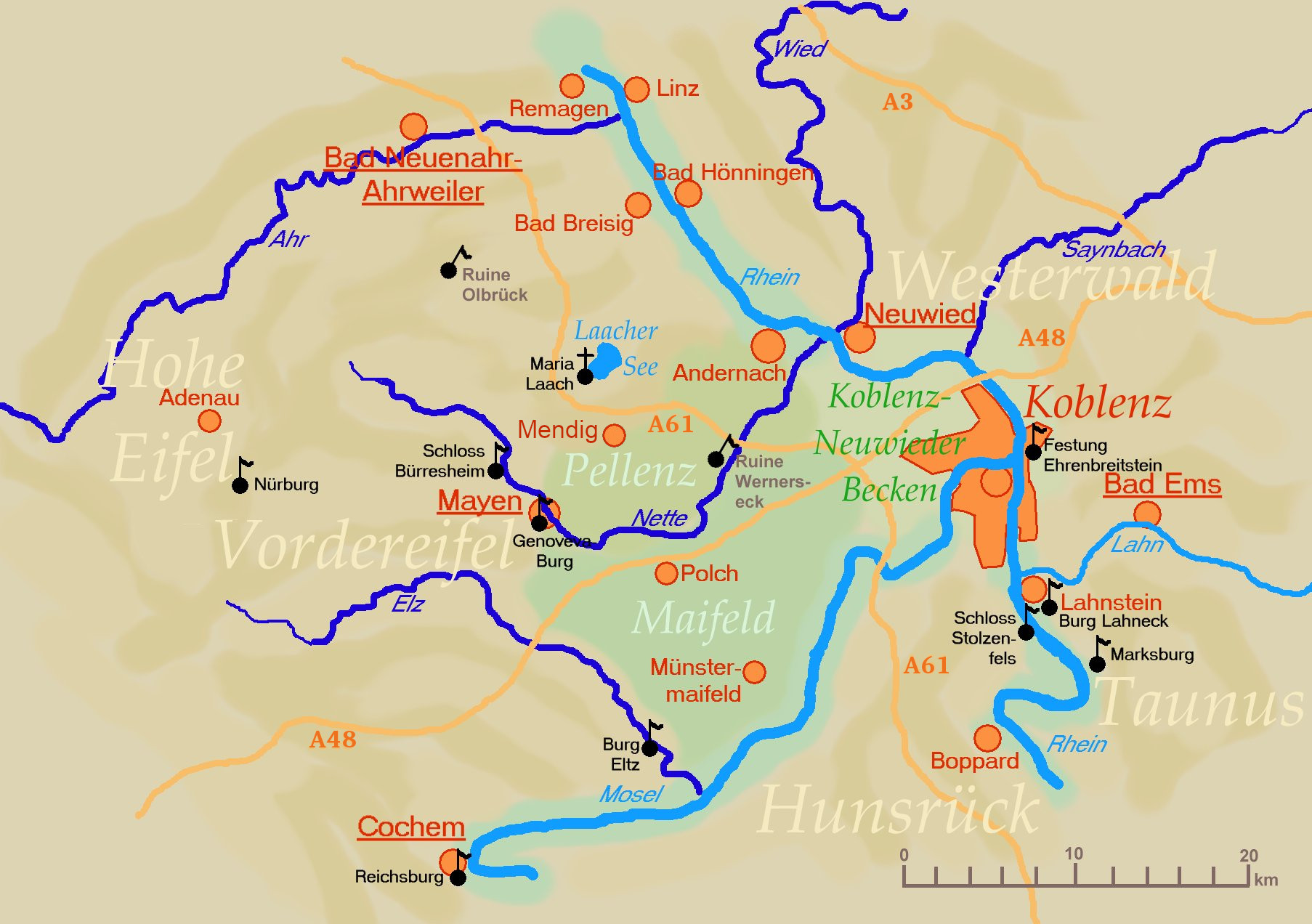
Карта регионов вблизи Лахер-Зе

Озеро расположено в вулканической кальдере диаметром 2 км, в 24 км к северо-западу от Кобленца и в 37 км к югу от Бонна, в 8 км от города Андернах, расположенного на реке Рейн. Вулкан (маар) Лах находится в горной цепи Айфель.
Лаахское озеро образовалось примерно около 10 930 лет до н. э. (12 900 ± 560 л. н. по данным аргон-аргонового датирования тефры) после извержения плинианского типа супервулкана Лах, показатель вулканической эксплозивности которого был равен VEI 6, что примерно соответствует извержению филиппинского вулкана Пинатубо в 1991 году. Радиоуглеродным методом установлено, что извержение вулкана Лах произошло 13 006 ± 9 календарных лет назад. Новое исследование 2023 года говорит о том, что исследователи ошиблись на 130 лет, и на самом деле оно произошло 12 880 лет назад.

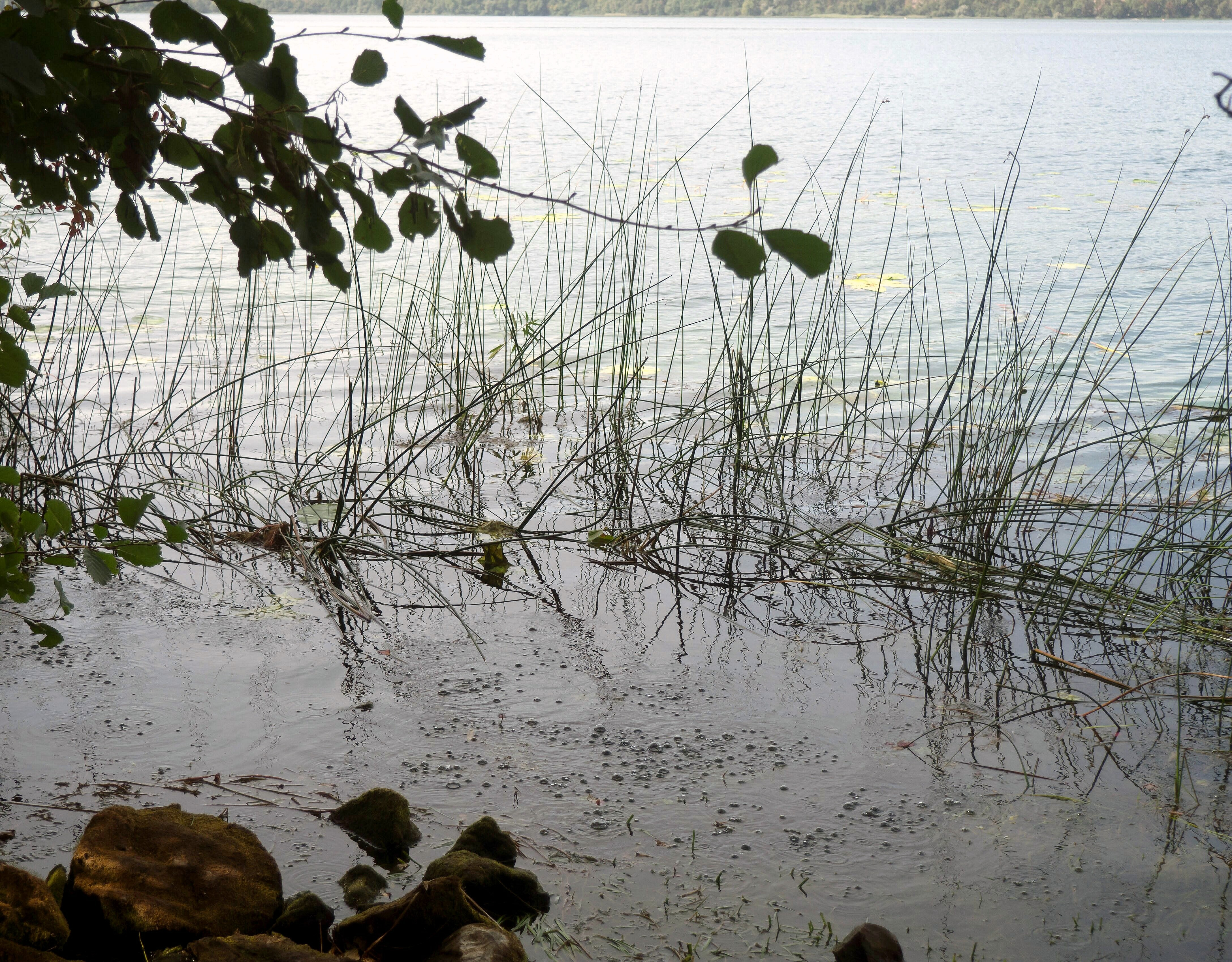
Мофеты в Лахер-Зе

Это извержение обсуждается как возможная причина климатической аномалии позднего дриаса. Близлежащие территории оказались под пятидесятиметровым слоем вулканического пепла и пемзы, более мелкие частицы были в основном разнесены на юг до территории современной Северной Италии и на северо-восток — до территории современной России и Скандинавского полуострова. Возможно, извержение вулкана Лах стало причиной возникновения культуры Бромме на территории современной Дании.
Лахер-Зе находится на высоте 275,3 (по другим данным — 274,8) метра над уровнем моря и имеет площадь 3,31 км², максимальная глубина — 53 метра, по другим данным — 51 м. Объём воды — 0,1029 км³. Длина береговой линии — 8,47 км.
На юго-западном берегу Лахер-Зе находится Лахское аббатство. Результаты дендрохронологического анализа 1979 года показали, что в 1164 году, во время служения аббата Фульберта, прошли сильные осадки, и это позволяет предположить, что именно он распорядился построить штольню длиной 880 метров, призванную отводить воду из Лахер-Зе, не имевшего стоков.
В 2007 году из кратерного озера происходили выходы углекислого газа.
В 1867 и 1872 гг. в Лахер-Зе была выпущена оплодотворённая сиговая икра из померанского озера Мадю (ныне Медве) и Боденского озера, в настоящее время в озере обитает несколько видов сига.

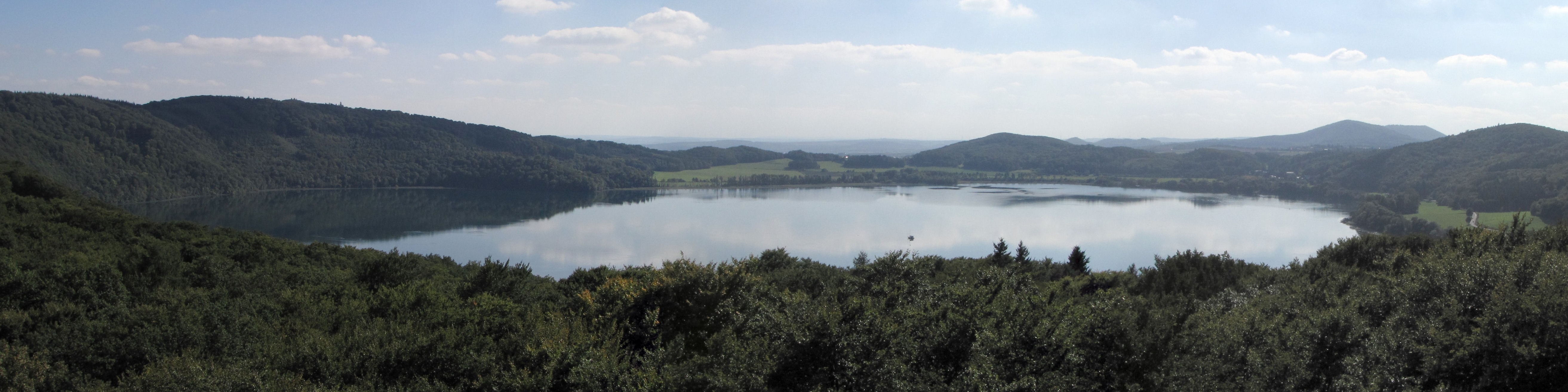
Панорама Лахер-Зе